# Giubiasco

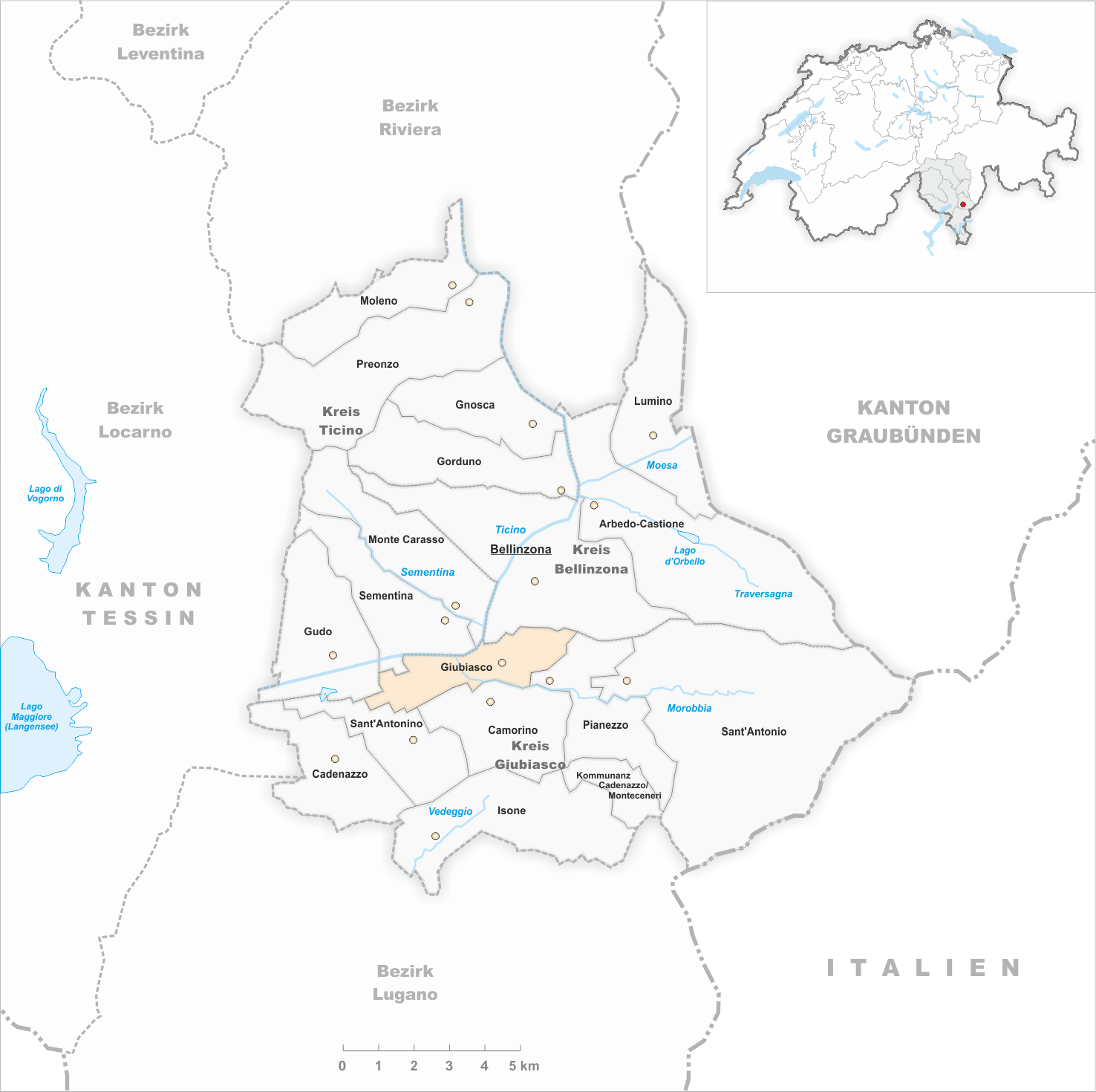
Gemeindestand vor der Fusion am 1. April 2017

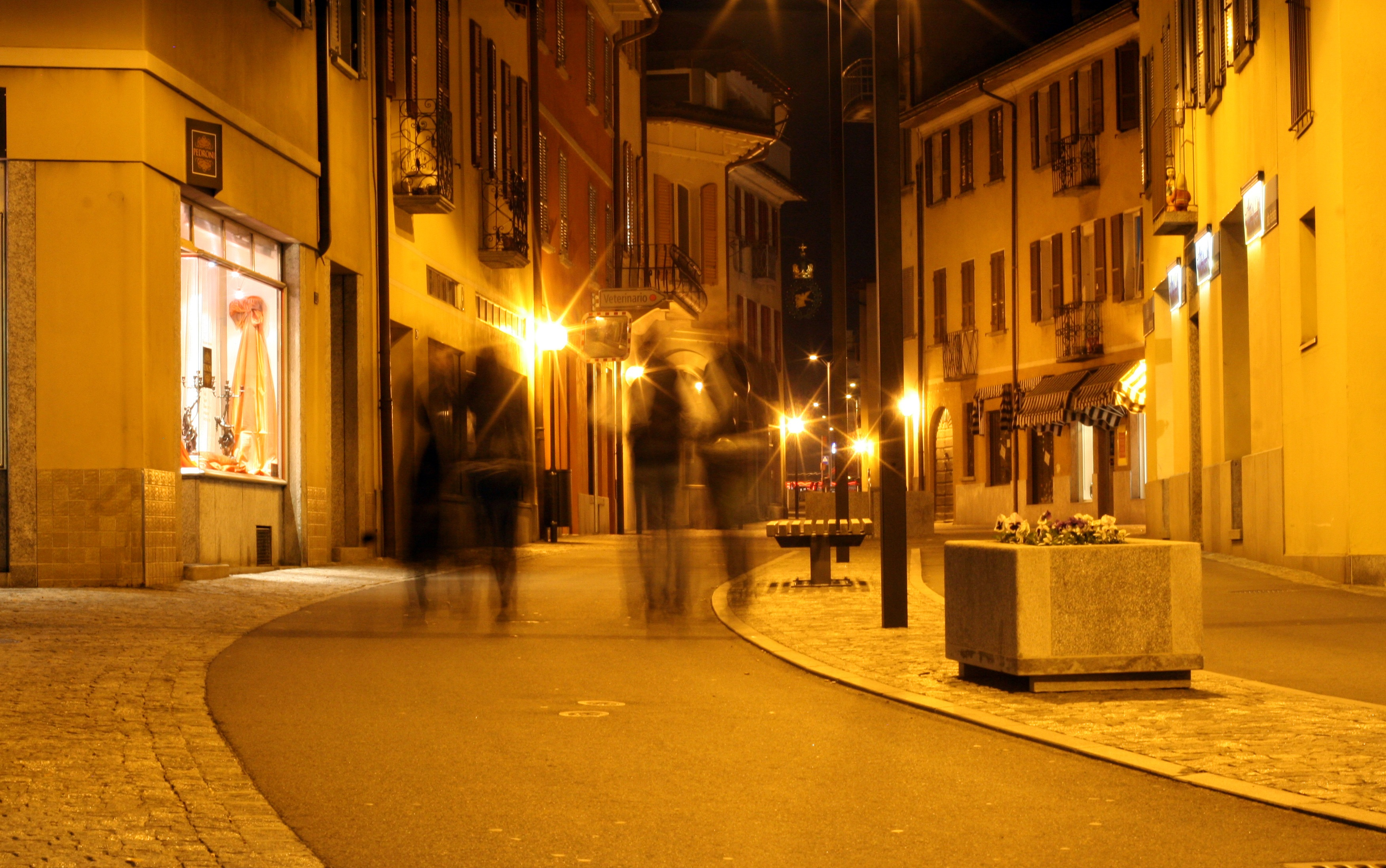
Platz

Giubiasco ([dʒyˈbiaʃk] ; lombardisch Giübiasch; deutsch veraltet Siebenäsch; rätoromanisch Giubiastgⓘ) ist ein Ortsteil der Gemeinde Bellinzona im Schweizer Kanton Tessin. Bis zum 1. April 2017 bildete er eine selbständige politische Gemeinde, die zugleich Hauptort des damaligen Kreises Giubiasco war.

## Geographie

Werner Friedli (Fotograf): Giubiasco und Valle Morobbia im Hintergrund, historisches Luftbild (1954)

Giubiasco liegt in der Magadinoebene zwischen Sant’Antonino und Bellinzona an der Durchgangsstrasse und der Autobahn A2. Durch die Ortschaft führt die Gotthardbahnstrecke Bellinzona–Lugano, der Bahnhof von Giubiasco ist zudem Ausgangspunkt der Bahnstrecke nach Locarno, von der die Strecke nach Luino abzweigt. Zu Giubiasco gehören die Weiler Lôro, Motti und Sasso Piatto am Hang des Motto d'Arbino sowie Palasio und Pedevilla am Hangfuss.
Der Piazza Grande Giubiascos liegt auf einer Höhe von 237 m ü. M., der höchste Punkt ist Sasso Terriccio mit 590 m ü. M., der tiefste ist Mondetta mit 208 m ü. M.

## Geschichte
1186 wurde die Ortschaft als apud Cibiascum, 1195 als de Zibiassco erwähnt. Der Ortsname ist wahrscheinlich eine adjektivische Ableitung von einem lateinischen Personennamen wie Iovius, Iobius und bezeichnet damit das Gut eines einstigen Besitzers.
Berühmt ist die im Jahr 1900 entdeckte Nekropole, die 565 Gräber aus der späten Bronzezeit (11. Jahrhundert vor Christus) bis zum Römischen Reich (bis 2. Jahrhundert nach Christus) enthält.
1186 erliess Friedrich Barbarossa in Giubiasco das Freiheitsprivileg für die Landschaft Locarno. Das mittelalterliche Giubiasco gehörte zur Grafschaft (Herrschaft) Bellinzona und teilte die Geschichte dieser Stadt; siehe dort.
Am 2. April 2017 schloss sich Giubiasco gleichzeitig mit den damaligen Gemeinden Camorino, Claro, Gnosca, Gorduno, Gudo, Moleno, Monte Carasso, Pianezzo, Preonzo, Sant’Antonio und Sementina der Gemeinde Bellinzona an.

## Bevölkerung
Einwohnerzahlen: Volkszählungsdaten   1867: Eingemeindung von Valle Morobbia in Piano

## Sehenswürdigkeiten
- Pfarrkirche Santa Maria Assunta[7]
- Kirche San Giobbe[7] mit Fresken
- Villa Olgiati, Architekten: Alberto Camenzind, Bruno Brocchi[7]
- alte Steinbrücke über die Morobbia[7]

## Kultur
- Civica Filarmonica di Giubiasco (Blaskapelle)[8]
- Museo della memoria della Svizzera italiana[9]
- Associazione Amici della Scala Lugano[10]

## Sport
- Unione Sportiva Giubiasco[11]
- Società Tiratori del Circolo di Giubiasco (Schützenverein)[12]
- Società di Ginnastica Federale di Giubiasco[13]

## Wirtschaft und Industrie
- Ferriere Cattaneo SA[14]

Werner Friedli: Ferriere Cattaneo SA, historisches Luftbild (1946)

Werner Friedli: Cooperativa Agricola Ticinese SA, historisches Luftbild (1946)

- Aktiengesellschaft Linoleum Giubiasco[15]
- Società Svizzera delle Macchine Lentz[16]
- Cooperativa Agricola Ticinese[17]